# Ghána az 1992. évi nyári olimpiai játékokon
Ghána a spanyolországi Barcelonában megrendezett 1992. évi nyári olimpiai játékok egyik részt vevő nemzete volt. Az országot az olimpián 4 sportágban 34 sportoló képviselte, akik összesen 1 érmet szereztek.

## Érmesek
| Érem  | Versenyző | Sportág    | Versenyszám |
| ----- | --- | ---------- | ----------- |
| Bronz | Nemzeti válogatott Joachin Yaw Acheampong Simon Addo Sammi Adjei Mamood Armadu Frank Amankwah Bernard Aryee Isaac Asare Kwame Ayew Ibrahim Dossey Mohammed Gargo Mohammed Kalilu Maxwell Konadu Samuel Kuffour Samuel Kumah Nii Lamptey Anthony Mensah Alex Nyarko Yaw Preko Shamo Quaye Oli Rahman | Labdarúgás | Férfi       |

## Asztalitenisz
Női
| Versenyző                      | Versenyszám | Csoportkör | Csoportkör | Nyolcaddöntő      | Negyeddöntő       | Elődöntő          | Döntő             | Helyezés |
| Versenyző                      | Versenyszám | Ellenfél Eredmény | Hely.      | Ellenfél Eredmény | Ellenfél Eredmény | Ellenfél Eredmény | Ellenfél Eredmény | Helyezés |
| ------------------------------ | ----------- | --- | ---------- | ----------------- | ----------------- | ----------------- | ----------------- | -------- |
| Helen Amankwah                 | Egyes       | H csoport · Ju Szunbok (Yu Sun-Bok) (PRK) · 0-2 · Chunli Li (NZL) · 0-2 · Lily Hugh-Yip (USA) · 0-2                                                                                           | 4.         | kiesett           | kiesett           | kiesett           | kiesett           | 49.      |
| Patience Opokua                | Egyes       | E csoport · Csen Ce-ho (Chen Zihe) (CHN) · 0-2 · Szató Rika (JPN) · 0-2 · Ling Ling Minangmojo (INA) · 0-2                                                                                    | 4.         | kiesett           | kiesett           | kiesett           | kiesett           | 49.      |
| Helen Amankwah Patience Opokua | Páros       | B csoport · Kína (CHN) · Teng Ja-ping (Deng Yaping) · Csiao Hung (Qiao Hong) · 0-2 · Japán (JPN) · Macumoto Jukino · Szató Rika · 0-2 · Románia (ROU) · Otilia Bădescu · Maria Bogoslov · 0-2 | 4.         |                   | kiesett           | kiesett           | kiesett           | 25.      |

## Atlétika
Férfi
| Versenyző                                                       | Versenyszám     | Előfutam | Előfutam | Előfutam | Negyeddöntő   | Negyeddöntő   | Negyeddöntő   | Elődöntő | Elődöntő | Elődöntő | Döntő   | Döntő    |
| Versenyző                                                       | Versenyszám     | Idő      | Hely.    | Össz.    | Idő           | Hely.         | Össz.         | Idő      | Hely.    | Össz.    | Idő     | Helyezés |
| --------------------------------------------------------------- | --------------- | -------- | -------- | -------- | ------------- | ------------- | ------------- | -------- | -------- | -------- | ------- | -------- |
| Eric Akogyiram                                                  | 100 m           | 10,60    | 3.       | 28.*     | 10,68         | 7.            | 30.           | kiesett  | kiesett  | kiesett  | kiesett | kiesett  |
| John Myles-Mills                                                | 100 m           | 10,64    | 3.       | 33.**    | 10,41         | 5.            | 20.           | kiesett  | kiesett  | kiesett  | kiesett | kiesett  |
| Emmanuel Tuffour                                                | 100 m           | 10,45    | 3.       | 14.      | 10,31         | 3.            | 11.           | 10,34    | 6.       | 13.      | kiesett | kiesett  |
| Emmanuel Tuffour                                                | 200 m           | 21,07    | 3.       | 24.      | 20,58         | 4.            | 12.           | 20,78    | 5.       | 11.      | kiesett | kiesett  |
| Nelson Boateng                                                  | 200 m           | 21,03    | 3.       | 21.      | 21,04         | 6.            | 29.           | kiesett  | kiesett  | kiesett  | kiesett | kiesett  |
| Solomon Amegatcher                                              | 400 m           | 45,42    | 3.       | 8.       | nem ért célba | nem ért célba | nem ért célba | kiesett  | kiesett  | kiesett  | kiesett | kiesett  |
| Timothy Hesse                                                   | 400 m           | 46,67    | 5.       | 38.      | kiesett       | kiesett       | kiesett       | kiesett  | kiesett  | kiesett  | kiesett | kiesett  |
| Kennedy Osei                                                    | 800 m           | 1:47,17  | 2.       | 13.      |               |               |               | 1:46,20  | 4.       | 10.      | kiesett | kiesett  |
| John Myles-Mills Eric Akogyiram Emmanuel Tuffour Nelson Boateng | 4 × 100 m váltó | 40,11    | 4.       | 15.*     |               |               |               | 39,28    | 6.       | 8.       | kiesett | kiesett  |

| Versenyző     | Versenyszám | Selejtező             | Selejtező             | Döntő    | Döntő    |
| Versenyző     | Versenyszám | Eredmény              | Helyezés              | Eredmény | Helyezés |
| ------------- | ----------- | --------------------- | --------------------- | -------- | -------- |
| Francis DoDoo | Hármasugrás | érvényes ugrás nélkül | érvényes ugrás nélkül | kiesett  | kiesett  |

* - egy másik versenyzővel/váltóval azonos időt ért el

** - két másik versenyzővel azonos időt ért el

## Labdarúgás
| Ghánai férfi labdarúgócsapat-játékoskeret | Ghánai férfi labdarúgócsapat-játékoskeret |
| --- | --- |
| - Joachin Yaw Acheampong - Simon Addo - Sammi Adjei - Mamood Armadu - Frank Amankwah - Bernard Aryee - Isaac Asare - Kwame Ayew - Ibrahim Dossey - Mohammed Gargo | - Mohammed Kalilu - Maxwell Konadu - Samuel Kuffour - Samuel Kumah - Nii Lamptey - Anthony Mensah - Alex Nyarko - Yaw Preko - Shamo Quaye - Oli Rahman - Szövetségi kapitány: Sam Arday |

### Eredmények
Csoportkör
D csoport
| Csapat           | M | Gy | D | V | Rg | Kg | Gk | P |
| ---------------- | - | -- | - | - | -- | -- | -- | - |
| Ghána (GHA)      | 3 | 1  | 2 | 0 | 4  | 2  | +2 | 4 |
| Ausztrália (AUS) | 3 | 1  | 1 | 1 | 5  | 4  | +1 | 3 |
| Mexikó (MEX)     | 3 | 0  | 3 | 0 | 3  | 3  | 0  | 3 |
| Dánia (DEN)      | 3 | 0  | 2 | 1 | 1  | 4  | –3 | 2 |

| 1992. július 26. 19:00 |

| Ghána (GHA)            | 3–1               | Ausztrália (AUS) |
| ---------------------- | ----------------- | ---------------- |
| Gargo 15' Ayew 80' 90' | (1–0) Jegyzőkönyv | Vidmar 90+1'     |

| Estadio Nova Creu Alta, Sabadell Nézőszám: 4 000 Játékvezető: Búdzsszajm (egyesült arab emírségekbeli) |

| 1992. július 28. 19:00 |

| Dánia (DEN) | 0–0         | Ghána (GHA) |
| ----------- | ----------- | ----------- |
|             | Jegyzőkönyv |             |

| Estadio La Romareda, Zaragoza Nézőszám: 5 000 Játékvezető: Escobar (paraguayi) |

| 1992. július 30. 19:00 |

| Mexikó (MEX) | 1–1               | Ghána (GHA)        |
| ------------ | ----------------- | ------------------ |
| Rotllán 30'  | (1–0) Jegyzőkönyv | Ayew 79' Adjei 67′ |

| Estadio Nova Creu Alta, Sabadell Nézőszám: 6 000 Játékvezető: Torres Cadena (kolumbiai) |

Negyeddöntő
| 1992. augusztus 2. 19:00 |

| Paraguay (PAR)                    | 2–4 (h. u.)                 | Ghána (GHA)                   |
| --------------------------------- | --------------------------- | ----------------------------- |
| Acheampong 78' (öngól) Campos 81' | (0–1, 2–2, 2–2) Jegyzőkönyv | Ayew 17' 55' 121' Rahman 114' |

| Estadio La Romareda, Zaragoza Nézőszám: 10 000 Játékvezető: Búdzsszajm (egyesült arab emírségekbeli) |

Elődöntő
| 1992. augusztus 5. 19:00 |

| Spanyolország (ESP)      | 2–0               | Ghána (GHA)      |
| ------------------------ | ----------------- | ---------------- |
| Fernández 26' Berges 54' | (1–0) Jegyzőkönyv | Kuffuor 21′, 46′ |

| Estadio Luis Casanova, Valencia Nézőszám: 15 000 Játékvezető: Brizio Carter (mexikói) |

Bronzmérkőzés
| 1992. augusztus 7. 20:00 |

| Ausztrália (AUS) | 0–1               | Ghána (GHA)              |
| ---------------- | ----------------- | ------------------------ |
|                  | (0–1) Jegyzőkönyv | Asare 20' Quaye 56′, 87′ |

| Camp Nou, Barcelona Nézőszám: 15 000 Játékvezető: Díaz Vega (spanyol) |

| Csapat      | Helyezés |
| ----------- | -------- |
| Ghána (GHA) |          |

## Ökölvívás
| Versenyző       | Versenyszám     | Selejtező                     | Nyolcaddöntő                           | Negyeddöntő       | Elődöntő          | Döntő             | Helyezés    |
| Versenyző       | Versenyszám     | Ellenfél Eredmény             | Ellenfél Eredmény                      | Ellenfél Eredmény | Ellenfél Eredmény | Ellenfél Eredmény | Helyezés    |
| --------------- | --------------- | ----------------------------- | -------------------------------------- | ----------------- | ----------------- | ----------------- | ----------- |
| Stephen Ahialey | Papírsúly       | erőnyerő                      | Rowan Williams (GBR) · 3-11            | kiesett           | kiesett           | kiesett           | 9.          |
| Alexander Baba  | Légsúly         | Paul Ingle (GBR) · 7-9        | kiesett                                | kiesett           | kiesett           | kiesett           | 17.         |
| Dong Seidu      | Kisváltósúly    | Christopher Henry (BAR) · DSQ | kiesett                                | kiesett           | kiesett           | kiesett           | 17.         |
| Joseph Laryea   | Középsúly       | Ariel Hernández (CUB) · 0-6   | kiesett                                | kiesett           | kiesett           | kiesett           | 17.         |
| Liade Alhassan  | Szupernehézsúly | erőnyerő                      | Richard Igbineghu (NGR) · visszalépett | kiesett           | kiesett           | kiesett           | helyezetlen |

DSQ - kizárták